# Любимов, Андрей Иосифович
Андрей Иосифович Любимов (1928—1993) — советский учёный в области механизации и педагог, доктор технических наук, профессор. Заслуженный деятель науки и техники РСФСР (1988).

## Биография
Родился 10 сентября 1928 года в селе Преображеновка, Октябрьского района Челябинской области.
С 1943 по 1948 годы, в период Великой Отечественной войны, в возрасте пятнадцати лет, начал свою трудовую деятельность помощником технолога, позже был назначен — технологом на Челябинском тракторном заводе Народного комиссариата танковой промышленности СССР, в период войны завод занимался выпуском военной продукции для нужд фронта, в 1948 году без отрыва от производства А. И. Любимов закончил Челябинский машиностроительный техникум.
С 1948 по 1953 годы обучался на факультете механизации Челябинского института механизации и электрификации сельского хозяйства. С 1953 года начал свою педагогическую деятельность в Челябинском институте механизации и электрификации сельского хозяйства: с 1953 по 1956 годы — аспирант, с 1956 по 1959 годы — ассистент по кафедре сельскохозяйственных машин, с 1959 по 1963 годы работал в должностях — старшего преподавателя и доцента, с 1963 по 1967 годы — заместитель декана факультета механизации, с 1968 по 1993 годы в течение двадцати пяти лет, А. И. Любимов был — заведующим кафедрой почвообрабатывающих и посевных машин.
В 1962 году защитил диссертацию на соискание учёной степени кандидата технических наук, в 1973 году — доктор технических наук на тему: «Динамика широкозахватных агрегатов основной обработки почвы», в 1987 году присвоено учёное звание — профессор.
А. И. Любимов помимо педагогической деятельности занимался изобретательской и научно-исследовательской работой: был разработчиком новых конструкций почвообрабатывающих машин и комплекса навесных орудий для этих машин, а так же механизированных машин для защиты почвы от эрозии, позже внедрённых в сельскохозяйственное производство. А. И. Любимовым был внесён значительный вклад в создание нового научного направления в области динамики мобильных сельско-хозяйственных агрегатов. С 1977 года был членом ВАК СССР, член специализированного совета Челябинского института механизации и электрификации сельского хозяйства, член специального совета по докторским диссертациям Сибирского отделения ВАСХНИЛ и Челябинского политехнического института. Занимался и общественно-политической работой: был депутатом Челябинского областного Совета народных депутатов и членом Челябинского областного исполнительного комитета КПСС.
А. И. Любимов был автором свыше ста шестидесяти научных работ и двадцати семи изобретений.
В 1988 году Указом Президиума Верховного Совета РСФСР за заслуги в области науки и техники, А. И. Любимов был удостоен почётного звания — Заслуженный деятель науки и техники РСФСР.
Умер 28 января 1993 в Челябинске от сердечного приступа

## Награды
Основной источник:
- Заслуженный деятель науки и техники РСФСР (1988)